# NGC 4754
NGC 4754 (другие обозначения — UGC 8010, MCG 2-33-30, ZWG 71.62, VCC 2092, KCPG 356A, PGC 43656) — линзообразная галактика (SB0) в созвездии Девы.
Абсолютная звёздная величина галактики составляет −20,7m. Она образует пару, но не взаимодействует с галактикой NGC 4762. Количество шаровых скоплений в этой галактике оценивается как 115.
Этот объект входит в число перечисленных в оригинальной редакции «Нового общего каталога».